# Mansuphantes auruncus
Mansuphantes auruncus es una especie de araña araneomorfa del género Mansuphantes, familia Linyphiidae, orden Araneae. La especie fue descrita científicamente por Brignoli en 1979.

## Descripción
El cuerpo del macho mide 2,03 milímetros de longitud y la hembra 2,54 milímetros.

## Distribución
Se distribuye por Italia.